# بادي غروم
بادي غروم (بالإنجليزية: Buddy Groom)‏ هو لاعب كرة قاعدة أمريكي، ولد في 10 يوليو 1965 في دالاس في الولايات المتحدة.

## وصلات خارجية
- بادي غروم على موقعبيزبول رفرنس.كوم (الدوري الرئيسي) (الإنجليزية)
- بادي غروم على موقعبيزبول رفرنس.كوم (الدوري الثانوي) (الإنجليزية)
- بادي غروم على موقع مشجعي الرسوم البيانية (الإنجليزية)